# Holcocephala spinipes
Holcocephala spinipes là một loài ruồi trong họ Asilidae. Holcocephala spinipes được Hermann miêu tả năm 1924. Loài này phân bố ở vùng Tân nhiệt đới.